# さくらのブロラジ
さくらのブロラジは、ラジオ関西で2006年6月6日から2008年3月25日まで、放送されていたラジオ番組である。さくらインターネット単独提供。PHP研究所の子会社メディアライツの番組制作により、ラジオ関西東京スタジオにて収録が行われていた。番組公式サイト上にて、第1回放送分から（音楽部分を除いて）インターネット配信された。

## 番組の概要
- この番組はパーソナリティを務める水谷さくら（番組中では「隊長」と称している）が自ら作成しているブログの紹介や、毎週ブログを公開している著名人をスタジオに迎えて、アシスタント（副隊長）の松本隆博とともにゲストのブログについてのトークを展開していた。
- オープニング曲は、NIRGILIS「sakura」。

## 番組コーナー
- 「さくらの日記」：水谷さくら自身のブログの紹介及びブログのコメントを紹介（ふつおたコーナーを兼ねている）
- 「ブロラジ探検隊」：ゲストコーナー。
- 「さくらのブログ塾」：水谷さくらがアシスタント（ナビゲーターと称している）のさやま裕美にブログの書き方をレクチャーするという形式で、ブログの書き方のノウハウを紹介。

## 出演者
- 水谷さくら
- 松本隆博（2007年5月放送分から。松本人志の実兄）
- さやま裕美（2007年9月放送分をもって降板）